# غذاء الخلود

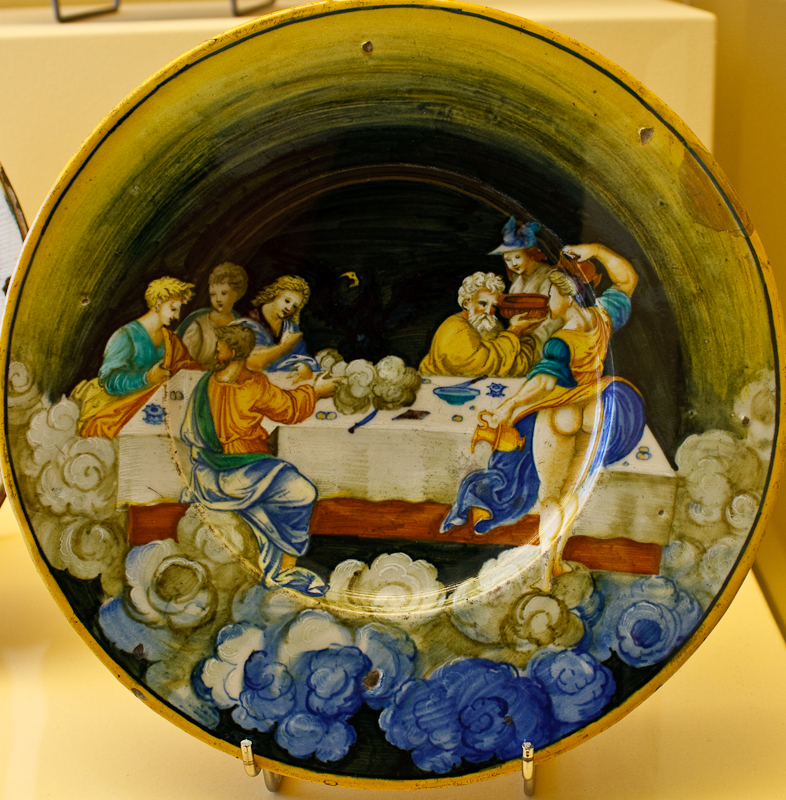

في الأساطير الإغريقية القديمة، الأمبروسيا تعني الخلود، وهو طعام أو شراب الآلهة الإغريقية، وكان الاعتقاد السائد أن هذا الطعام أو الشراب يعطي الديمومة في الحياة أو الخلود الدائم لمن يتناوله أو يشرب منه. وقد أحضره الحمام إلى الآلهة في جبل أوليمبس وقدمته «هيبي» إلهة الشباب والربيع، أو «جانيميدي» الطروادي في الوليمة الكبيرة التي اجتمع فيها جميع الآلهة والمحاربين العظماء.
كان معتادًا تصوير طعام الآلهة في الفن الإغريقي القديم كما تنشره الإلهة الحورية وما يرتبط باسمها من قصص وأيضًا من ممرضة «ديونيسوس» إله النبيذ والخصوبة. أما في أساطير الملك ليكروجس فقد هاجم الملك أمبروسيا وحاشية «ديونيسوس»، ما جعل الآلهة يصبون غضبهم على الملك وقادوه إلى الجنون.

## أصل ومعنى كلمة أمبروسيا
يرتبط الطعام الشهي ارتباطًا وثيقًا بنوع آخر من الطعام يتناوله الآلهة يُعرف برحيق الآلهة. وربما لم يتم التمييز بين المصطلحين في الأصل، مع أن قصائد هوميروس ذكرت رحيق الآلهة أنه عادةً ما يكون الشراب والطعام الشهي الذي تتناوله الآلهة. كان من أمبروسيا هيرا التي «طهرت كل دنس من لحمها الجميل»، ومن الطعام الشهي، أعدت أثينا بينيلوب زوجة أوديسيوس في أثناء نومها، حتى أنها عندما ظهرت للمرة الأخيرة أمام الخاطبين، اختفت آثار السنين والتقدم في العمر جراء عمل أثينا، وكانوا ملتهبين بالعاطفة عند رؤيتها. ومن ناحية أخرى، في قصائد كمان الشاعر الإسبارطي، فإن الرحيق هو الطعام، وفي قصائد سافو وأناكساندريداس، فإن طعام الآلهة أمبروسيا هو الشراب. تقول إحدى شخصيات فرسان أريستوفان «حلمت أن الإلهة تسكب الطعام الشهي على رأسك من مغرفة». قد يكون كلا الوصفين صحيحًا، لأن الطعام الشهي قد يكون سائلًا ويُعد طعامًا، مثل العسل.
كان استهلاك طعام الآلهة مخصصًا عادةً للآلهة. وعند افتراض الخلود في جبل أوليمبوس، أعطت أثينا طعام الآلهة لهرقل المقاتل البطل، في حين حُرم البطل تايديوس نفس الشيء عندما اكتشف الآلهة أنه يأكل أدمغة البشر. في إحدى نسخ أسطورة تانتالوس، جزء من جريمة تانتالوس أنه بعد تذوق طعام الآلهة بنفسه، حاول سرقة بعضه لتقديمه إلى البشر الآخرين. من يستهلكون الطعام الشهي عادةً ما يكون لديهم الإيكور -نوع من السوائل يسري في عروق الآلهة بدل الدم.
للرحيق وطعام الآلهة الشهي رائحتان، يمكن استخدامهما عطرًا. في الأوديسة «مينيلوس» ورجاله يتنكرون في جلود الفقمة غير المزخرفة، «أزعجتنا الرائحة القاتلة لجلود الفقمة، لكن الآلهة أنقذتنا، أحضرت طعام الآلهة الشهي ووضعته تحت أنوفنا». يتحدث هوميروس عن ثياب أمبروسيال، وخصلات شعر أمبروسيال، حتى صندل الآلهة.
بين الكتاب اللاحقين، استُخدم الطعام الشهي كثيرًا مع المعاني العامة -السائل اللذيذ- لدرجة أن كتّاب متأخرين مثل أثينيوس وباولوس وديوسكوريدس استخدموه مصطلحًا تقنيًا في سياقات الطهي والطب وعلم النبات. واستخدم المؤرخ بليني المصطلح فيما يتعلق بالنباتات المختلفة، كما فعل المعالجون بالأعشاب في وقت مبكر.
تعرف بعض علماء الأعراق الحديثين، مثل داني ستيبلز، على طعام الآلهة ووصفوه بأنه فطر الهلوسة وأنه كان طعام الآلهة الشهي، وكان الرحيق هو المحلول المستخرج من عصارة الفطر، وقد تأكد هذا الكلام.
يعتقد دبليو. إتش. روشر أن الرحيق والطعام الشهي كانا نوعين من العسل، وفي هذه الحالة تكون قوتهما في منح الخلود نتيجةً لقوى الشفاء والتطهير المفترضة للعسل، ولأن العسل المخمر -الميد- سبق النبيذ بوصفه مادةً مخدرة تؤدي إلى الهلوسة في المنطقة المحيطة ببحر إيجة. على بعض الفقمات القزمة، مُثل الآلهة بوجوه نحل.

## أصل التسميات وتاريخها
ذُكر مفهوم مشروب الخلود على الأقل مرتين في اللغات الهندو-أوربية القديمة وهي اليونانية والسنسكريتية، إذ إن الكلمة الإغريقية أمبروسيا -طعام الالهة- ترتبط في دلالتها بالكلمة السنسكريتية مارتا، وتشير الكلمتان إلى طعام أو شراب تتناوله الآلهة لبلوغ الخلود. الكلمتان كلاهما مشتق من نفس الأصل الهندو-أوربي لكلمة معناها الخلود أو عدم الموت. توجد علاقة دلالية مشابهة لهذه العلاقة في كلمة الرحيق الإلهي. إن كلمة شراب الآلهة مركبة من جذور اللغات الهندو-أوربية إذ تعني التغلب على الموت.

## أمثلة أخرى من الأساطير الاغريقية
- في نسخة من قصة ولادة «أخيل»، تمسح «ثيتيس» الرضيع بطعام الآلهة ويُمرر الطفل عبر النار ليصبح خالدًا، لكن «بيليوس» كان مرتعبًا من هذا الفعل، وكان يمنعها، تاركًا كعبه فقط دون أن يُخلد.
- في الإلياذة يغسل «أبولو» الدم الأسود من جثة «ساربيدون» ويمسحها بالطعام الإلهي، لتهيئته للعودة التي تشبه الحلم إلى موطن ساربيدون، ليسيا. وبالمثل، يمسح «ثيت» جثة «باتروكلوس» للحفاظ عليها. يُصور الطعام الإلهي والرحيق بأنهما حراس.
- في الأوديسة، يوصف «كاليبسو» بأنه «أعد طاولة من الطعام الإلهي ووضعها أمام الملك هيرمس، وخلطها بالرحيق الوردي». لا نعرف هل كان يقصد أن الطعام الشهي نفسه أحمر، أم أنه يقصد رحيقًا أحمر ورديًا يشربه هيرميس بجانب الطعام الشهي. لاحقًا، ذكر «سيرس» لأوديسيوس أن سربًا من الحمام قد جلب الطعام الشهي إلى أوليمبوس.[7]
- في الأوديسة، يصف «بوليفميوس» الشراب الذي قُدم له أنه الطعام الإلهي والرحيق.
- من أخطاء «تانتالوس»، وفقًا «لبيندار»، أنه قدم لضيوفه طعامًا شهيًا من طعام الخالدين، وهي سرقة تشبه سرقة بروميثيوس، كما أشار كارل كيريني في كتابه «أبطال إغريق».[8]
- في ترنيمة هوميروس لأفروديت، تستخدم الإلهة «زيت زفاف أمبروسيا الذي أعدته«.[9]
- وفي قصة كيوبيد والروح الجميلة كما سردها أبوليوس، مُنحت الروح طعام الآلهة ضمن اختباراتها التي منحتها فينوس إلهة الحب من أجل قبولها لدخول جبل أوليمبس. بعد مشاركتها، عُدت هي وكيوبيد من الآلهة.[10]
- بعض تماثيل أنوبيس المصرية القديمة تقول: «أنا الموت آكل الطعام الإلهي وأشرب الدم»، ما يشير إلى أن طعام الآلهة -أمبروسيا- هو نوع من الطعام.[10]
- في الإلياذة، يقابل إينيس والدته في شكل بديل أو وهمي. عندما أصبحت هيئتها التقية الإلهية «شعرها الجميل، أنفاسها الشهية المقدسة وشكلها المقدس».[11]

## علاقة الملك ليكورجس من تراقيا وأمبروسيا
منع الملك «ليكورجس»، ملك تراقيا، عبادة ديونيسوس، الذي طرده من تراقيا، وهاجم حاشية الآلهة عندما احتفلوا بالإله ومجدوه. كان من بينهم أمبروسيا، التي حولت نفسها إلى كرمة عنب لتختبئ من غضبه. ديونيسوس الغاضب من تصرفات الملك، دفعه إلى الجنون. وفي نوبة جنونه قتل ابنه، الذي ظن خطأً أنه مخزون من اللبلاب، ثم قتل نفسه.